# Leopoldius signatus
Leopoldius signatus är en tvåvingeart som först beskrevs av Christian Rudolph Wilhelm Wiedemann 1824.  Leopoldius signatus ingår i släktet Leopoldius och familjen stekelflugor. Arten är reproducerande i Sverige. Inga underarter finns listade i Catalogue of Life.

## Bildgalleri

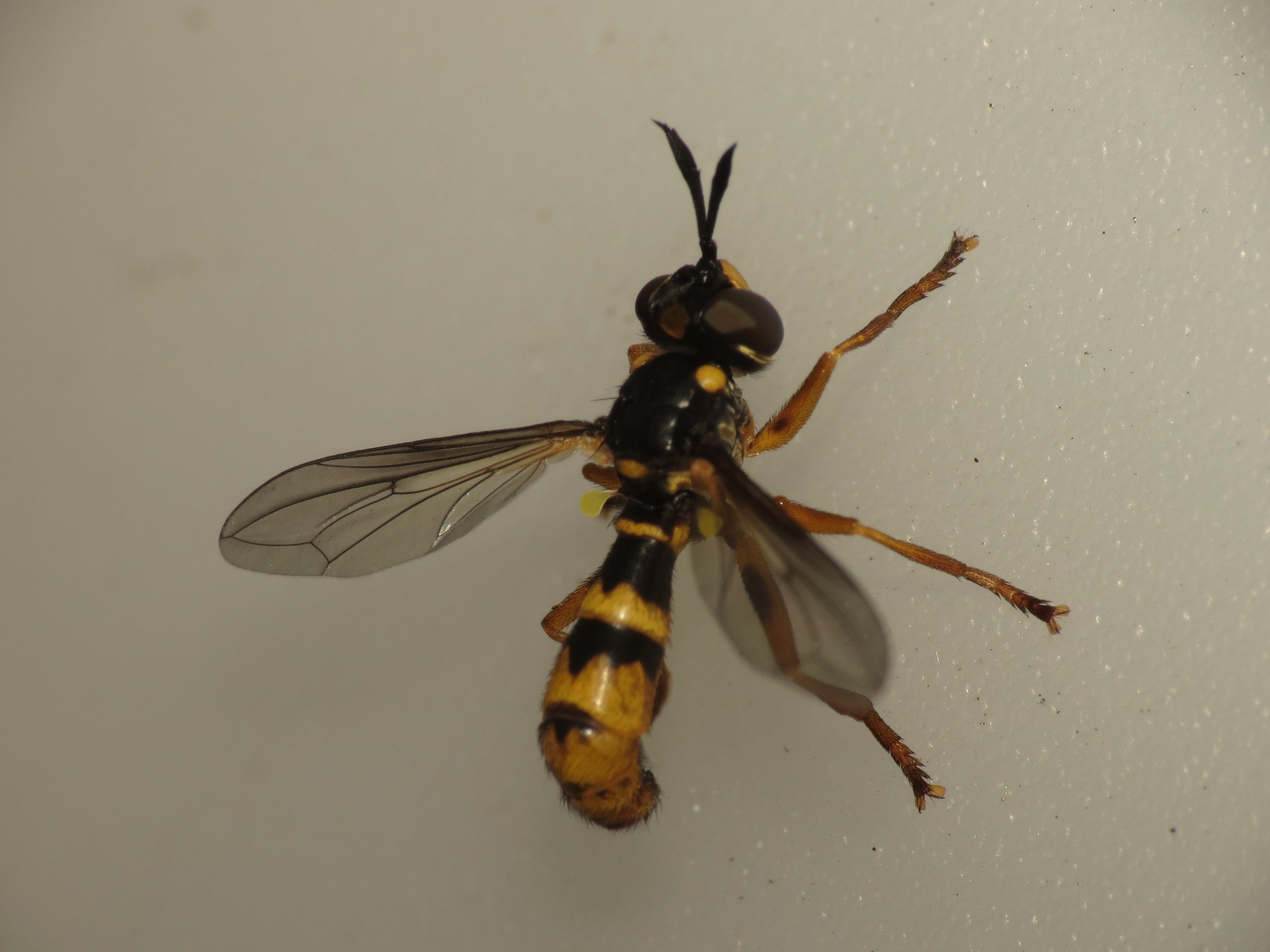